# Colonia americană-germană din Jaffa
Colonia americană-germană din Jaffa (în ebraică:המושבה האמריקאית–גרמנית‎‎, HaMoshavá HaAmerika'it–Germanit, în arabă „Malakan” sau „Kuluniya almaniya”) este un cartier din Tel Aviv-Yafo, în Israel, care a fost la origine o așezare de coloniști americani, apoi germani. Colonia a fost înființată la Jaffa, după jumătatea secolului al XIX-lea, în timpul dominației otomane în Palestina, și este situată la limita dintre Jaffa și Cartierul Florentin de astăzi din Tel Aviv. Cartierul cuprinde două străzi care se intersectează: strada Bertold Auerbach și strada Richard Beer-Hoffmann. Colonia americană a fost creată de americani evlavioși neoprotestanți dintr-o sectă denumită „Biserica lui Mesia” și a ființat între anii 1866-1868
După câțiva ani locul lor a fost luat de germani luterani numiți Templeri. Aceștia au refăcut majoritatea caselor si au pus bazele unei așezări germane care a durat până la expulzarea locuitorilor ei de către autoritățile britanice în timpul celui de-al Doilea Război Mondial. În primul deceniu al secolului al XX-lea a început un proces de conservare și renovare a cartierului.

## Prima etapă:Colonia americană

### Fondatorii

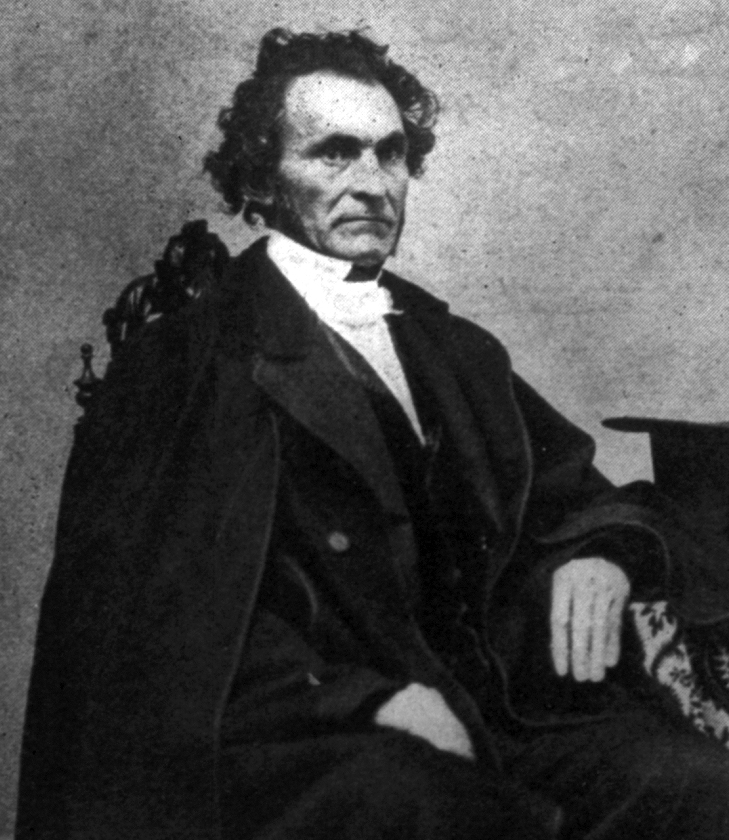
George J.Adams, inițiatorul Coloniei americane din Jaffa (1866-1868)

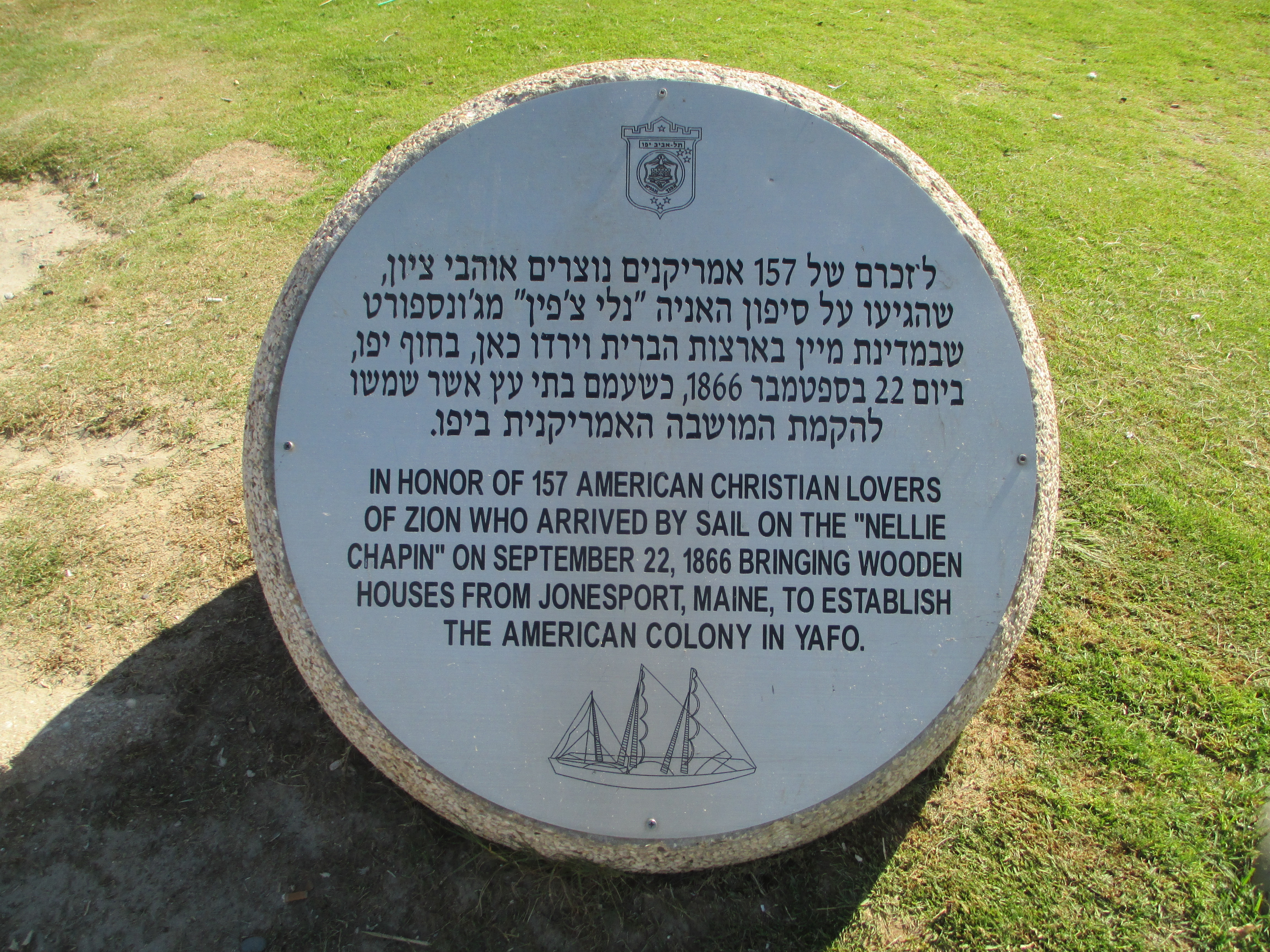
Placa memorială din Parcul Charles Clore din Tel Aviv, în amintirea Coloniei americane din Jaffa și a fondatorilor ei veniți în 1866

Data fondării coloniei a fost la 22 septembrie 1866 cand un grup de 157 fermieri, tâmplari și alți meseriași din Statul Maine din Statele Unite și membri ai familiilor lor, au ajuns în portul Jaffa cu scopul de a se stabili în Țara Sfântă. Grupul a fost organizat de un pastor, în trecut croitor și actor, pe nume George Jones Adams (1811-1880), care i-a convins pe membrii comunității pe care a creat-o că așezarea în Palestina va apropia reîntoarcerea evreilor și va aduce A Doua Venire a lui Isus și mântuirea. 
Adams, care fusese metodist, apoi mormon și apoi adept al fracțiunii ex-mormone a lui James Strang, a înființat în 1861  o așa numită „Biserică a lui Mesia” (Church of Messiah) și s-a proclamat „proroc” al lui Isus. El și-a stabilit sediul în Comitatul Washington, Maine, nu departe de frontiera cu Canada, apoi la Indian River, Maine.
Membrii bisericii au donat o mare parte din banii lor pentru a pune în practică planul lui Adams.
Decizia lui Adams fusese influențată, la rândul ei, în mare măsură, de prietenia sa cu Orson Hyde, care a fusese cel dintâi trimis mormon la Ierusalim. 
În 1865 Adams însuși a vizitat Palestina împreună cu încă un membru al sectei, Abraham McKenzie, șeful poștei din Indian River, pentru a găsi un loc potivit pentru așezarea plănuită.  Ei au ales o livadă abandonată pe un deal la 10 minute nord de zidurile Jaffei, pe drumul spre Nablus și cu ajutorul viceconsulului american în Palestina, Herman Löwenthal, un evreu creștinat, au semnat contractul de cumpărare. Adams a organizat o Asociație de Emigrare în Palestina (Palestine Emigration Association) care urma să coordoneze plecarea. În februarie 1866 el a fost primit la Casa Albă de președintele S.U.A, Andrew Jackson și de secretarul de stat William H. Seward. Seward a acceptat să trimită Înaltei Porți o petiție a lui Adams și a bisericii sale, pentru a fi siguri ca regimul otoman va recunoaște achiziționarea pământului la Jaffa.
35 familii și un număr de celibatari, în total 157 pasageri, coloniști membri ai Bisericii lui Mesia, au urcat la Jonesport, Maine, la bordul vaporului „Nellie Chapin”. În 22 septembrie, după 42 zile de călătorie, au ajuns la Jaffa.
Löwenthal i-a primit pe coloniști în port, vestindu-i, însă, că achiziționarea terenului nu s-a putut efectua, deoarece nu a reușit sa obțină firmanul otoman de înregistrare a pămantului pe numele unor cetățeni străini. Pelerinii, dezamăgiți, au creat o tabără provizorie pe țărmul mării, unde au fost descărcate de pe vapor numeroasele lor bagaje, între care 22 case prefabricate pe care le-au adus din America, bidoane cu petrol, echipament agricol, semințe, medicamente, și chiar pianul uneia din coloniste care era profesoara de pian.
Starea noilor veniți era la început precară, depinzând de arabii locali în aprovizionarea cu apă și alimente.
Spre nenorocul lor, tabăra ar fi fost ridicată, se spune, peste mormintele fără pietre, ale unor persoane decedate de holeră în epidemia care a lovit localitatea cu un an înainte. Din acest motive sau poate din alte surse de contaminare, într-o singură lună mulți dintre coloniști s-au îmbolnăvit, iar nouă dintre ei, șase copii și trei adulți, au decedat.

### Consolidarea așezării

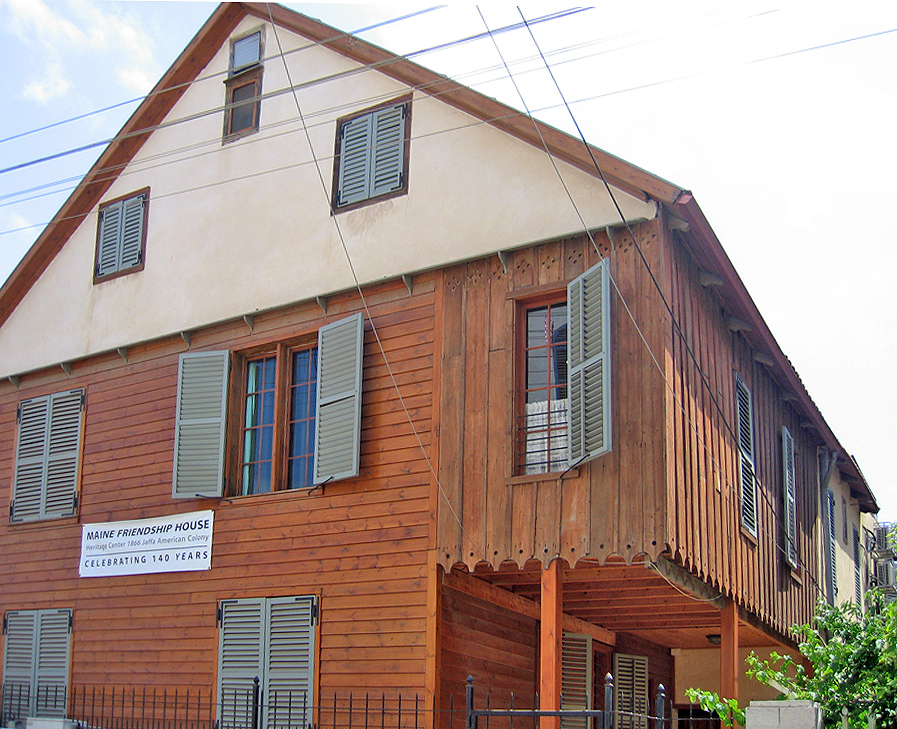
Maine Friendship House, casa familiei Wentworth din Colonia americană din Jaffa, restaurată din inițiativa lui Reed si Jean Holmes, și devenită în anul 2004 muzeu al acestei colonii

Löwental a izbutit, în cele din urmă să cumpere un lot de pământ de 4 hectare în apropiere, pe care l-a înscris pe numele unui supus otoman, pentru a ocoli necesitatea unei autorizații speciale din partea autorităților turcești. Acest lot este locul cartierului pe care îl cunoaștem astăzi. Colonia, denumită „Adams City”,  și știută de arabi ca „Amelikan” sau „Malakan”, a fost întemeiată ca stradă principală - azi strada Auerbach, - și o stradă care o intersectează, actuala stradă Beer-Hoffmann, limita ei la nord era actuala strada Eilat, iar la sud actualele străzi Ha Rabbi miBacharach și Beer Hoffmann. Până la finele lunii octombrie 1866 coloniștii au zidit zece case, între care „Casa Poporului” și un magazin, în care au fost depozitate toate bunurile aduse din Statele Unite. Acest magazin a fost administrat de Adams, care a și locuit în el până ce s-a încheiat zidirea casei sale. Casele erau din lemn, și majoritatea au avut două etaje, în stilul caselor cottage obișnuite în vremea aceea în New England. O singură casă a fost construită din piatră - Hotelul numit „Grand Hotel”, aflat în propietatea fraților Drisco, și care avea trei etaje - azi Hotelul „Jerusalem” de pe strada Auerbach.

### Destrămarea coloniei
Greutăți birocratice, legate de tratamentul arbitrar din partea autorităților otomane, conflicte dintre coloniști, boli, și foametea din iarna 1877-1867, datorată distrugerii recoltei de către animale și păsări, au dus la scăderea motivației și la deznădejde. Majoritatea locuitorilor coloniei voiau să se întoarcă acasă în Maine.
Numai că conducătorul lor, Adams cheltuise o mare parte din banii lor pe băutură. În aceste împrejurări, misionarul Peter Metzler de la Misiunea protestantă din Jaffa, a cumpărat pământurile a cinci coloniști, furnizându-le mijloace pentru a putea pleca. Adams, care era beat o mare parte din timp, a pierdut controlul asupra credincioșilor. În aprilie 1867 un grup dintre ei a apelat la consulul american la Poartă, pentru a primi ajutor să se întoarcă în America. Până la sfârșitul lunii, guvernul american a ajutat 26 coloniști să revină acasă. Pana la sfârșitul verii, după ce culesul recoltei s-a dovedit un eșec dezastros, nu au mai rămas decât Adams și încă 40 de coloniști. Până în octombrie 1867 Departamentul de Stat a alocat 3000 $ pentru întoarcerea tuturor coloniștilor doritori să părăsească Palestina, până în decembrie 1867  așezarea fiind lipsită total de bani și resurse. 
40 coloniști au călătorit spre Egipt pe vaporul „Quaker City”. În acea zi unul din pasageri la bordul navei era scriitorul Mark Twain, care a scris ulterior despre aventura adepților lui Adams, în capitolul 57 al cărții sale „The Innocents Abroad” din anul 1869. La întoarcerea în Statele Unite, mulți dintre  adepții lui Adams și ai bisericii s-au alăturat Bisericii Mormone reorganizate. În iunie 1868 și Adams și soția sa au părăsit Palestina și au plecat în Anglia. 20 dintre coloniștii inițiali au rămas în Palestina, o parte din ei permanent. Cel mai renumit dintre ei a fost Rolla Floyd, care a avut ideea de a aduce din America o diligență, ceea ce l-a ajutat să înființeze o agenție prosperă de turism și transport. Floyd a locuit în casa nr.17 de pe strada Beer-Hoffmann de astăzi și după un timp s-a mutat la Ierusalim. Rolla Floyd a învățat limba arabă și a devenit dragoman, adică translator, însoțind în această calitate somități venite în Palestina, ca de exemplu împăratul Franz Josef al Austro-Ungariei și generalul american Ulysses Grant.
Un alt colonist, Herbert Clark, a devenit reprezentantul firmei de turism „Thomas Cook” în Palestina  și ulterior, consul de onoare al Statelor Unite. 
Casa sa din Ierusalim. terminata în 1903, a fost restaurată in cadrul Complexului Mamilla. Albert Floyd, nepot de soră al lui Herbert Clark, a devenit și el un om de afaceri și a înființat cinematograful „Eden” din Ierusalim.
Coloniștii plecați au vândut o mare parte din terenurile achiziționate unor noi veniți, în anul 1869, și ei creștini, de data aceasta germani luterani din regiunea Württemberg, organizați într-o asociație numită a „Templierilor” - Templer. La 5 martie 1869 și Metzler le-a vândut majoritatea pământurilor sale, și astfel fostul Adams City a devenit Colonia Germană din Jaffa. 
În 1873 Adams a încercat la Biserica lui Mesia din Philadelphia să convingă un nou grup de credincioși să i se alăture în Țara Sfântă,  
Când a fost confruntat cu isprăvile sale din trecut, a susținut ca e vorba de o confuzie cu altă persoană.
La aniversarea a 150 ani, în anul 2016 un grup de urmași ai familiilor Clark și Floyd, care au rămas în Palestina și după desființarea coloniei americane, s-au întrunit la Jaffa, în Israel, venind din S.U.A, Marea Britanie și Noua Zeelandă, vizitând casele rămase intacte din vremea străbunilor lor.
Membrii familiei decedați în anii 1866-1967 sunt înmormântați la cimitirul anglican din spatele Bisericii Anglicane și al Școlii Tabitha din Jaffa, pe strada Yefet.

## A doua etapă:Colonia germană

### Cumpărarea clădirilor - martie 1869
Casele construite de coloniștii americani au rămas o vreme pustii și au atras interesul membrilor așa numitei Societăți a Templierilor sau Prietenii Ierusalimului („Tempelgesellschaft” sau „Jerusalemsfreunde”)  creată la 20 iunie 1861 (pe bazele unor asociații precedente din 1845 - „Sentinela Ierusalimului” sau Sentinela germană de sud ) de un număr de evanghelici germani din Würtemberg, care căutau și ei o cale de a se stabili în Țara Sfântă, Palestina. În anii 1867-1868 conducătorul misiunii evanghelice elvețiene Sfânta Chrischona din Jaffa, Peter Martin Metzler, i-a ajutat pe coloniștii americani plecați să-și vândă casele construite în colonia din Jaffa, o parte din ele cumpărându-le el însuși. La 5 martie 1869 Metzler a vândut  mai multe case coloniștilor germani sosiți de curând din Württemberg.
Membrii Societătii Templului numiți pe scurt Templeri (adică Templieri, nu trebuie confundați cu Cavalerii Templieri catolici din vechime) și voiau să mântuiască Țara Sfântă printr-un stil de viață simplu și constructiv, care să aducă o contribuție la reconstruirea simbolică a Templului din Ierusalim și la a Doua Venire a lui Iisus.
În fruntea mișcării se aflau Christoph Hoffmann (1815-1885), care activa la Ludwigsburg și la Kirschenhardthof în Württemberg și trimisul său în Palestina, Georg David Hardegg (1812-1879), al cărui fiu, Ernst, a achiziționat încă din 1870 „Grand Hotelul" și l-a transformat într-un hotel de lux  numit Hotel „Jerusalem”. Majoritatea pelerinilor veniți în Palestina la sfârșitul secolului al XIX-lea și începutul secolului al XX-lea au tras la acest hotel.
În 1871 „Templerii” au cumpărat de la americani încă o clădire cu două etaje și o curte mare aflată lângă Hotelul „Jerusalem”. Acestei clădiri, ce avea să fie cunoscută sub numele de „Casa Immanuel”,i-au mai adăugat încă două aripi, probabil după planurile arhitectului Theodor Sandel, al cărui tată a fost medicul coloniei germane, iar el însuși și-a petrecut aici copilăria. Casa aceasta a servit până în 1878 drept școală, internat și casa de adunare a comunității - Casa Poporului.
În iunie 1874 Societatea Templului a suferit o schismă. Hardegg si circa o treime din membri, aflați în dispute ideologice cu celălalt lider, Christoph Hoffmann, au format o organizație separată care s-a afiliat la „Biserica evanghelică de stat a vechilor provincii ale Prusiei” În anul 1889 foști membri ai Societății Templului, împreună cu noi aderenți ai coloniei din Elveția și Germania, prozeliți locali și din străinătate, între care baronul Plato von Ustinov, au constituit Congregația Evanghelică din Jaffa. Locuitorii coloniei, aparținând celor doua comunități religioase amintite au numit-o Colonia Germană - Die Deutsche Kolonie.

### Dezvoltarea coloniei
După ce au achiziționat toate casele, templerii au dezvoltat așezarea, adăugându-i noi clădiri publice - o școală care servea și drept biserică, un spital  cu 6 paturi, o farmacie, o fabrică de cherestea și una de untdelemn, precum și o moară de făină, acționată cu aburi. Majoritatea caselor au fost reajustate, întărite cu piatră în locul lemnului.  
Templerii din Jaffa au trăit din comerț, din transportul de mărfuri, și din profesii libere ca medicina, farmacie și vopsitorie. În anul 1878 ei au vândut 
„Casa poporului” baronului de origine rusă  Platon von Ustinov, bunicul actorului Peter Ustinov. Acesta a renovat clădirea, transformând-o în reședința cea mai luxoasă din colonie. În anul 1895 Ustinov a deschis în ea un hotel - Hôtel du Parc, numit după parcul din apropiere, în care obișnuiau să se plimbe mulți din locuitorii Jaffei. La acest hotel au tras kaiserul Wilhelm al II-lea și soția lui, în timpul vizitei lor în Palestina în anul 1898.
În 1881 colonia germană din Jaffa număra 26 case de locuit, dintre care opt de lemn, iar celelalte de piatră. Ea era înconjurată de un zid de piatră, prevăzut cu două porți care erau închise noaptea. 
Templerii au făcut din așezarea lor unul din centrele turistice cele mai vestite din Palestina, cuprinzând trei hoteluri și filiala centrală a agenției de turism Thomas Cook.
În 1871 nu departe de Jaffa, coloniști germani din mișcarea Templerilor au fondat colonia Sarona (astăzi renovată ca centru comercial și de agrement în centrul Tel Avivului), care a devenit renumită prin brandul de portocale Jaffa.
Templerii din Palestina au înființat curând servicii regulate de diligențe între Jaffa, Haifa, Ierusalim și alte orașe din Palestina. La trei ani după sosirea germanilor la Jaffa autoritățile otomane au inaugurat un drum rutier între Jaffa și Ierusalim, care a facilitat transportul.
Din 1892 a devenit operațională și calea ferată Jaffa-Ierusalim.

### Construirea Bisericii Immanuel
În preajma vizitei kaiserului, s-a planificat punerea pietrei de temelie a Bisericii Immanuel, aflată în zilele noastre pe strada Beer Hofmann nr.15.  
Baronul Ustinov a donat un teren in acest scop. Ceremonia punerii pietrei de temelie a lăcașului s-a tărăgănat câteva zile, și, în cele din urmă, a avut loc în absența împăratului. Totuși, după ce zidirea bisericii a fost desăvârșită în 1904, clopotul i-a fost donat de către kaiser. Biserica a fost planificată de arhitecții Ernst Vogt și Paul Groth, iar supravegherea lucrărilor a fost făcută de Benjamin Sandel, fiul arhitectului din colonie, Theodor Sandel.
În anii 1908-1909 câteva familii germane din Jaffa s-au alăturat unui număr de coloniști germani din Sarona vecină într-un nou proiect de așezare al Templerilor în așa numita Africa Germană de Est (Tanganika)

### Cartierul Walhalla

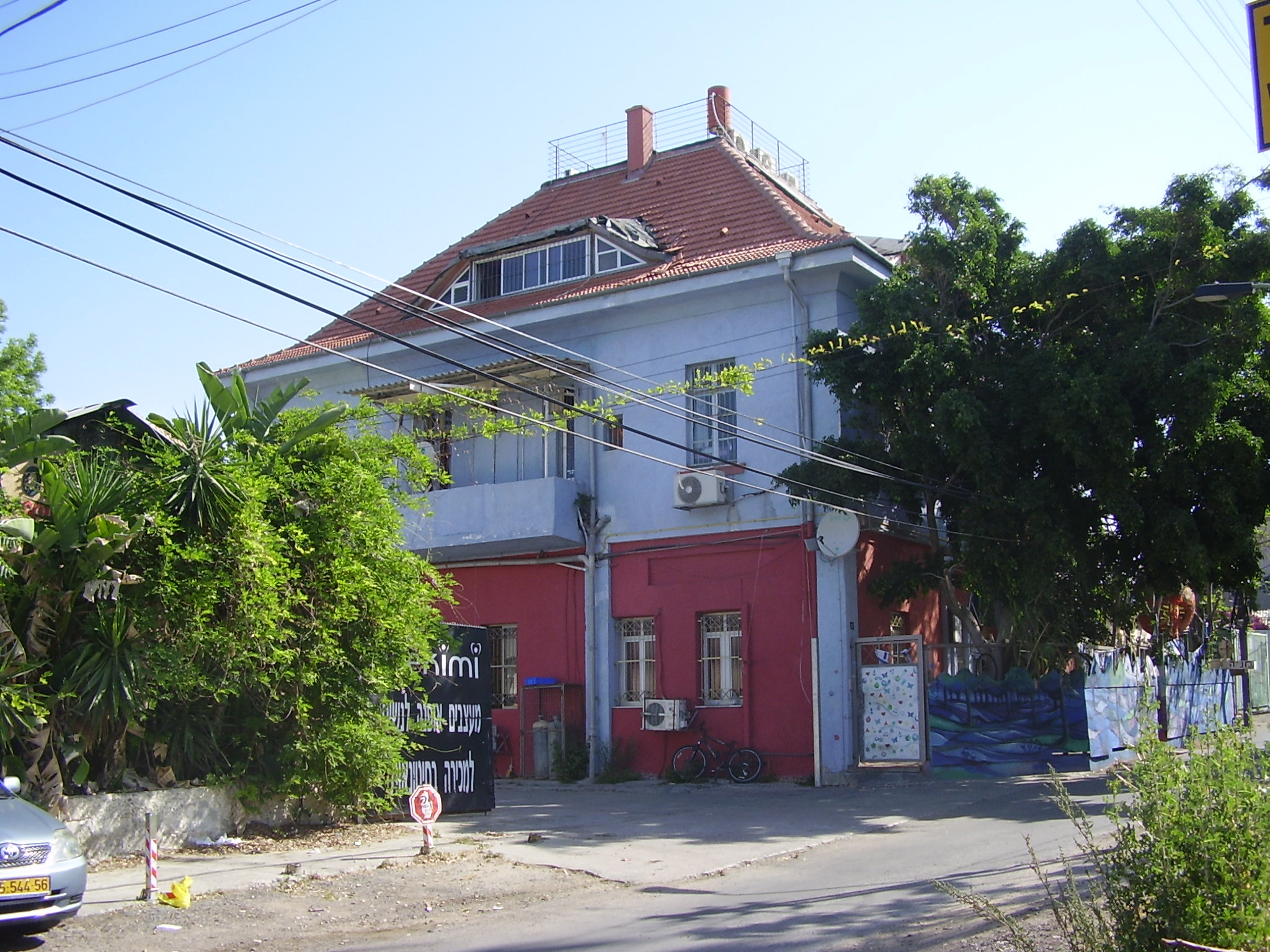
Casa Shanti din ulița Simtat Shlush din Tel Aviv, în trecut casă din fostul cartier german Walhalla din Jaffa

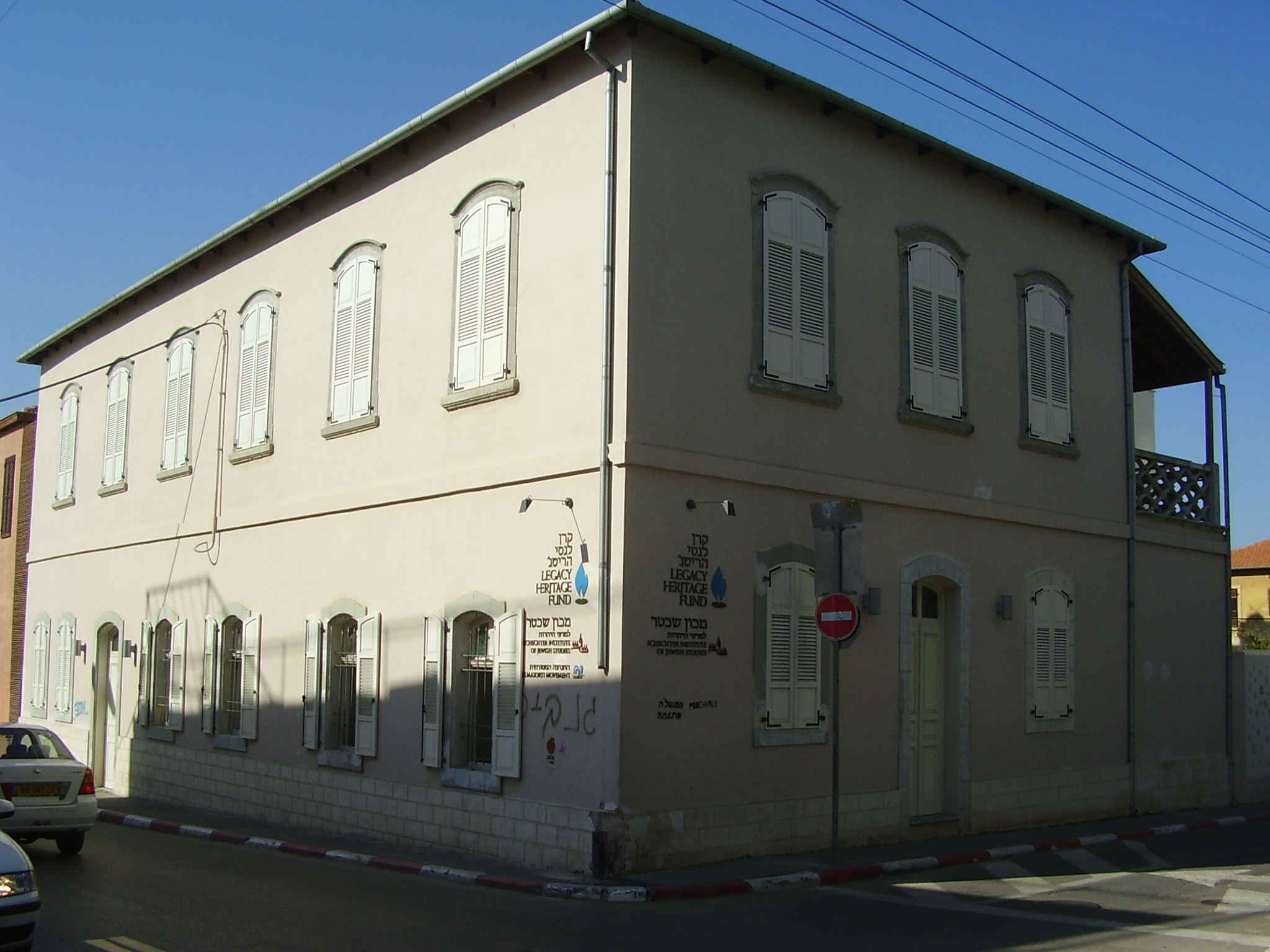
Fosta cafenea Lorenz din cartierul Walhalla din Jaffa, în prezent clădirea găzduiește sediul din Tel Aviv al Institutului Schechter al iudaismului conservativ

În anul 1888 coloniștii templeri au înființat un nou mic cartier nu departe de restul coloniei din Jaffa, între calea ferată și drumul spre Jaffa (alaturi de viitoarea stradă Eilat din zilele noastre), în vecinătatea așezării evreiești Neve Tzedek (din 1909 cartier al Tel Avivului)
Familiile germane așezate aici s-au ocupat cu comerțul și cu meșteșugurile. Numele noului cartier a fost Walhalla, după numele palatului zeului germanic Odin și al paradisului războinicilor germanici. Locuitorii din jur îl numeau Cartierul Wagner, după numele uneia din principalele familii care îl populau.
Aici s-au aflat consulatul Germaniei , fabrica de ciment, țigle și alte materiale de construcții a lui Hugo Wieland (1853-1922), fabrica „Frații Wagner”, numită așa după frații Wilhelm (1853-1893), Georg (1857-1940) și Adolf (1873-1952) Wagner, iar în apropierea ei, clubul și restaurantul „Cafe Lorenz.” Fabrica Wagner era inițial o turnătorie și un atelier de reparații, din 1895 ocupându-se și cu instalarea de motoare și pompe Deutz importate din Germania. În 1914 Adolf Wagner a fost și primul proprietar de automobil din coloniile din Jaffa și Sarona. Ulterior fabrica Wagner a produs și echipament militar și arme pentru unitățile armatei otomane staționată în Palestina până în Primul Război Mondial. În august 1915 fabrica a fost bombardată de pe mare de o navă de război franceză. Casele din jur nu au suferite daune. 
Noi bombardamente asupra ei au avut loc în ianuarie 1916 și februarie 1917.
În al doilea război mondial locuitorii cartierului, ca și ceilalți templieri, ca cetățeni ai Germaniei, au fost închiși de puterea mandatară britanică în câteva din coloniile lor. Casele lor au fost preluate de autoritățile britanice.
Din cartierul Walhalla au rămas până astăzi câteva case. Una din ele găzduiește Ministerul israelian al comerțului și industriei, iar alta a devenit căminul-adăpost „Beit Hashanti” („Casa Shanti”) pentru tineri cu probleme psihosociale.

### Începutul secolului al XX-lea. Primul Război Mondial
În aprilie  1910 coloniile germane din Palestina, incluiv cea din Jaffa, au fost vizitate de prințul german Eitel Friedrich și soția sa, prințesa Sophie Charlotte.  
Cât timp Palestina se afla sub stăpânirea otomană, care s-a aliat în războiul mondial cu Germania  coloniștii germani au continuat să trăiască la Jaffa nestânjeniți. După ce la 17 noiembrie 1917 Jaffa și colonia au fost ocupate de trupele britanice (inclusiv australiene și indiene). Bărbații germani din Sarona si Jaffa au fost deportați împreună cu militari germani luați prizonieri într-o tabără la Sidi Bishr și în alte localități din Egipt. La începutul anului 1918 locuitori ai coloniei Sarona, învinuiți de spionaj, au fost deportați temporar în colonia germană din Jaffa, unde au fost găzduiți de locuitori. Ulterior, în iulie 1918 femeile și copiii, posedând cetățenia germană, ca supuși ai puterii inamice, au fost internați vreme de doi ani în Egipt, la hotelul-sanatoriu „Al Hayat” din Helwan lângă Cairo.  Proprietățile au fost puse sub controlul unei custodii publice conduse de Edward Keith-Roach. După Pacea de la Versailles, intrată în vigoare la 10 ianuarie 1920, bărbații germani au fost puși în libertate. După ratificarea la 5 august 1925 a tratatului de la Lausanne, prin care Turcia a recunoscut mandatul britanic asupra Palestinei, "custodia publică asupra proprietăților inamicului" a fost desființată și proprietățile confiscate au fost restituite.

### Sfârșitul așezării
Odată cu izbucnirea celui de-al Doilea Război Mondial, coloniștii germani din Jaffa au fost expulzați de regimul mandator britanic ca și cei din celelalte așezări pe care le-au înființat în Palestina.
Casele au rămas părăsite și in cele din urmă au intrat în posesia Statului Israel conform cu acordul de despăgubiri dintre Israel și Germania de vest.
Israelul a plătit despăgubiri foștilor proprietari și urmașilor lor aflați în Australia și Germania. După strădanii ale Consiliului pentru conservarea locurilor istorice din Israel, majoritatea caselor din colonia americană -germană din Jaffa au beneficiat de planuri și lucrări de renovare și conservare.
| Casa Ackley Norton Auerbach 4 | Hotelul Jerusalem Auerbach 6      | Casa Immanuel Auerbach 8         | Mayne Friendship House Auerbach 10 |
|                               |                                   |                                  |                                    |
|                               |                                   |                                  |                                    |
| Casa Ustinov Beer Hofmann 9   | Biserica Immanuel Beer Hofmann 15 | Casa Rolla Floyd Beer Hofmann 17 | Casă de lemn Beer Hofmann 19       |
|                               |                                   |                                  |                                    |